# إبراهيم مرعشلي
إبراهيم مرعشلي (27 يناير 1937 - 15 سبتمبر 2004)، ممثل وكاتب مسرحي لبناني.

## حياته
ولد إبراهيم مرعشلي في بيروت لعائلة متواضعة وكان الابن البكر، وطوال حياته كان يحلم بتحسين وضع أهله، فترك المدرسة في عمْر مبكر وعمل في مجال الخياطة ليساعد والده مادياً، ومن ثم راح يرسم كهاوٍ بإنتظار فرصته في التمثيل، فكان يعشق السينما ويحب الممثل محمد فوزي بشكل كبير، وعندما إلتقى به مرّة قال له الأخير: «إذا عندك إصرار بعمرك ما توقّف»، وهذا الكلام أثّر به جداً فبدأ بشق طريقه منذ ذلك الوقت.
بدأ حياته الفنية في الستينيات، فقدم العديد من الأعمال في السينما اللبنانية والمصرية أيضاً، مثل «عنتر يغزو الصحراء» عام 1960، و«بدوية في باريس» عام 1964، ثم اتجه إلى المسرح عقب تأسيس حسن علاء الدين للمسرح الوطني، وقد لاقى إبراهيم شهرته الحقيقية في المسرحيات مثل «شوشو والمليون وفندق السعادة». وبدأ مسيرته التمثيلية كممثل دراما بأدوار جدية ومسلسلات باللغة العربية الفصحى بالاشتراك مع كبار الممثلين مثل: هند أبي اللمع، نهى الخطيب سعادة، نادية حمدي، ميشال تابت وغيرهم.
ثم وجد الطريق إلى الكوميديا فقدّم العديد من الأدوار الكوميدية في المسلسلات مثل: «المعلمة والأستاذ وكابتن بوب»، شكّل فيها ثنائيات مع كبار الأسماء في لبنان ومصر. كما شارك في أفلام عديدة، منها «موعد مع الحب»، «نساء في خطر»، «المخطوف»، «الأسيرة» و«بدوية في باريس».
ربطته علاقات طيبة جداً مع عدد من المخرجين والكتّاب والممثلين المصريين. وفي الفترة التي هاجرت فيها السينما المصرية إلى لبنان، كانت صورة مرعشلي في هذه الفترة حاضرة كبطل ثانٍ باعتبار البطولة الأولى كانت غالباً للمصريين.
بدأت موهبة التأليف تظهر عنده فقد كان يمتلك أفكاراً تصلح لأعمال فنية، وخصوصاً كتمثيليات كوميدية ومسلسلات ومنها «المعلمة والأستاذ» مع هند أبي اللمع، وقد نجح كثيراً بهذا الدور. كتب أيضاً مجموعة من الأعمال المسرحية التي حملت اسمه، وشارك في العديد من المسلسلات الكوميدية في تلفزيون لبنان، كما قدم العديد من البرامج والأفكار في محطات تلفزيونية عدة.
برز له مسلسل «إبراهيم أفندي» الذي لعب فيه دور شرطي سير يحب الفن ويلتقي بنجومه ويجبر المغنين على تقديم وصلة لهم في الشارع أو يكتب له ضبطاً. وقد كان هذا المسلسل الكوميدي الذي من إخراج الياس أبو رزق، باكورة الأعمال الفنية التلفزيونية الهامة، فلقد تم تنفيذه بتقنية جديدة على التلفزة باستعمال «جنريك كروما».
كما قام أيضاً بتنفيذ مسلسل «كابتن بوب» في المؤسسة اللبنانية للإرسال وهو من وحي مسلسل «إبراهيم أفندي» الذي كان يختص بنجوم الأرض، بينما «الكابتن بوب» فكانت تجري أحداثه في الفضاء في الطائرة بين أفراد الطاقم والركاب.

## أعماله

### في المسرح
- شوشو في صوفر
- عدس وكافيار
- حيط الجيران
- وصلت لل 99
- ستوب مدرسة بوب
- الكاوبوي مر من هنا

### في السينما
- أجمل أيام حياتي
- الأخوه الغرباء
- موعد مع الحياة
- المخطوف (1985)

### في التلفزيون
- كابتن بوب
- إبراهيم أفندي
- المعلمة والأستاذ
- برج الحب
- سكرتيرة البابا
- الليل الطويل
- أيام الدراسة
- يا مدير
- مسرح القكاهة
- أغاني ومعاني

### دبلجة رسوم متحركة
- الليث الأبيض (الليث الأبيض)
- غزاة من الفضاء (الضابط كانجي)
- جزيرة الكنز
- مغامرات سندباد
- ساسوكي

### في الإذاعة
- اسكتشات فكاهية

## حياته الخاصة
تزوج مرتين، كانت الأولى من الممثلة السورية ناهد حلبي وأنجب منها إبنه طارق مرعشلي، أما الزيجة الثانية فكانت من غادة ميقاتي، التي له منها إبنتاه ليال ولمى.

## وفاته
أصيب بجلطة في الدماغ بقي على إثرها شهرين بالعناية الفائقة في المستشفى يصارع الموت، أعلن الأطباء حينها وفاته سريرياً لكن قلبه استمر في الخفقان، ليتوقف بعد ذلك واضعاً حداً لغيبوبة دامت شهرين، ورحل عن عمر ناهز الـ67 عاماً. شيّع جثمانه في مأتم رسمي وشعبي حاشد.

## وصلة خارجية
- إبراهيم مرعشلي على موقع IMDb (الإنجليزية)
- إبراهيم مرعشلي على موقع قاعدة بيانات الأفلام العربية